# Bewicks winterkoning
De Bewicks winterkoning (Thryomanes bewickii) is een zangvogel uit de familie winterkoningen (Troglodytidae).

## Verspreiding en leefgebied
Deze soort komt wijdverspreid voor in Noord-Amerika, ook in Mexico en telt 18 ondersoorten:
- Thryomanes bewickii calophonus: zuidwestelijk Canada en de noordwestelijke Verenigde Staten.
- Thryomanes bewickii drymoecus: de westelijke Verenigde Staten.
- Thryomanes bewickii atrestus: het zuidelijke deel van Centraal-Oregon, noordoostelijk Californië en het westelijke deel van Centraal-Nevada.
- Thryomanes bewickii marinensis: de noordwestelijke kust van Californië.
- Thryomanes bewickii spilurus: de kust van centraal Californië.
- Thryomanes bewickii leucophrys: het eiland San Clemente.
- Thryomanes bewickii charienturus: zuidelijk Californië en noordwestelijk Baja California (noordwestelijk Mexico).
- Thryomanes bewickii cerroensis: het westelijke deel van Centraal-Baja California.
- Thryomanes bewickii magdalenensis: zuidwestelijk Baja California.
- Thryomanes bewickii brevicauda: Guadeloupe (nabij noordwestelijk Mexico).
- Thryomanes bewickii eremophilus: van de zuidwestelijke Verenigde Staten tot centraal Mexico.
- Thryomanes bewickii cryptus: westelijk Kansas, westelijk Oklahoma, centraal en oostelijk Texas  en noordoostelijk Mexico.
- Thryomanes bewickii pulichi: oostelijk Kansas en Oklahoma.
- Thryomanes bewickii sadai: van zuidelijk Texas tot centraal Tamaulipas (noordoostelijk Mexico).
- Thryomanes bewickii murinus: centraal Mexico.
- Thryomanes bewickii mexicanus: zuidelijk Mexico.
- Thryomanes bewickii bewickii: van Nebraska en oostelijk Kansas tot Mississippi.
- Thryomanes bewickii altus: de oostelijke-centrale Verenigde Staten.